# Supersypnoides fraterna
Supersypnoides fraterna là một loài bướm đêm trong họ Noctuidae.